# Pulau Landu
Pulau Landu är en ö i Indonesien.   Den ligger i provinsen Nusa Tenggara Timur, i den södra delen av landet, 1 800 km öster om huvudstaden Jakarta. Arean är 7,6 kvadratkilometer.
Terrängen på Pulau Landu är platt. Öns högsta punkt är 81 meter över havet. Den sträcker sig 2,9 kilometer i nord-sydlig riktning, och 4,5 kilometer i öst-västlig riktning.